# 高見 (名古屋市)
高見（たかみ）は、愛知県名古屋市千種区にある町名。現行行政地名は高見一丁目及び高見二丁目。住居表示実施済み。

## 地理
名古屋市千種区の西部に位置し、東に向陽町、西に仲田、南に池下、北に若水に接する。

## 歴史

### 町名の由来
千種村の字高見に由来する。鷹を見る場所であり、鷹の表記が高に変わったとする説と、高さのある場所であるとする説があるとされる。

### 沿革
- 1918年（大正7年） - 愛知織物が千種町高見に千種工場を設置[2]。
- 1928年（昭和3年）5月 - 愛知織物千種工場が拡張[2]。
- 1936年（昭和11年）
  - 5月1日 - 東区千種町の一部により、同区高見町が成立する[3]。
  - 5月15日 - 東区千種町の一部を編入する[3]。
- 1937年（昭和12年）10月1日 - 千種区編入に伴い、同区高見町となる[3]。
- 1948年（昭和23年） - 綿布工場であった場所に国鉄宿舎が建設される[1]。
- 1980年（昭和55年）11月23日 - 高見一丁目が高見町・田代町・千種町・若水町の各一部により、高見二丁目が高見町・千種町・仲田本通の各一部によりそれぞれ成立する[3]。また、高見町については、高見一丁目および高見二丁目のほか、池下一丁目・向陽一丁目・仲田一丁目および仲田二丁目にそれぞれ編入され消滅[3]。

## 世帯数と人口
2019年（平成31年）1月1日現在の世帯数と人口は以下の通りである。
| 丁目       | 世帯数    | 人口    |
| ---------- | --------- | ------- |
| 高見一丁目 | 734世帯   | 1,349人 |
| 高見二丁目 | 544世帯   | 1,159人 |
| 計         | 1,278世帯 | 2,508人 |

### 人口の変遷
国勢調査による人口の推移
| 1995年（平成7年）  | 2,916人 | [ WEB 6 ]  |  |
| 2000年（平成12年） | 2,733人 | [ WEB 7 ]  |  |
| 2005年（平成17年） | 1,781人 | [ WEB 8 ]  |  |
| 2010年（平成22年） | 2,617人 | [ WEB 9 ]  |  |
| 2015年（平成27年） | 2,602人 | [ WEB 10 ] |  |

## 学区
市立小・中学校に通う場合、学校等は以下の通りとなる。また、公立高等学校に通う場合の学区は以下の通りとなる。
| 丁目       | 番・番地等 | 小学校               | 中学校               | 高等学校 |
| ---------- | ---------- | -------------------- | -------------------- | -------- |
| 高見一丁目 | 全域       | 名古屋市立高見小学校 | 名古屋市立若水中学校 | 尾張学区 |
| 高見二丁目 | 全域       | 名古屋市立高見小学校 | 名古屋市立若水中学校 | 尾張学区 |

## 施設

### 高見一丁目

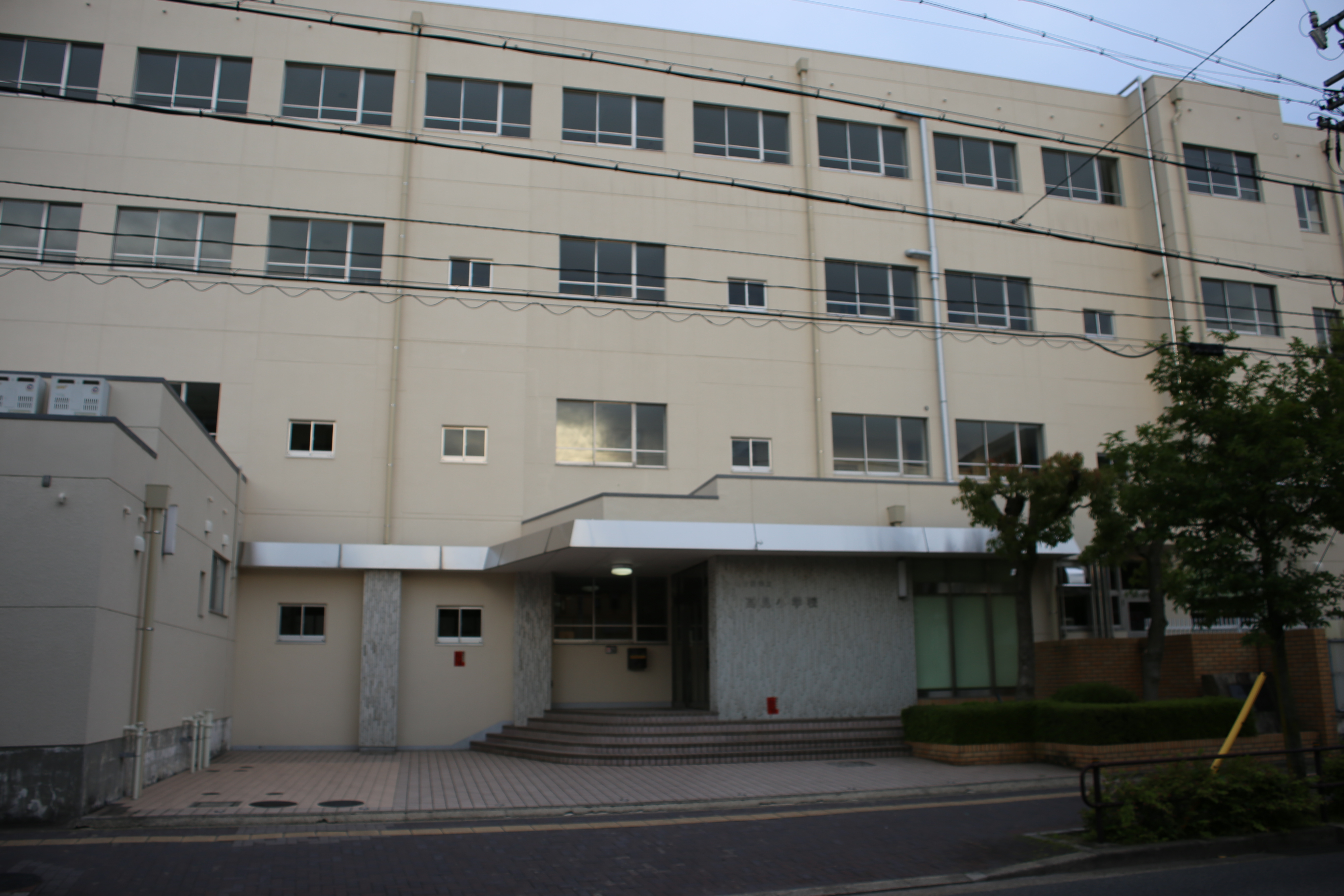
名古屋市立高見小学校
- 千種警察署 高見交番
- 高見公園
- 兼松正受翁遺愛碑[1]

新田開発に功のある兼松宗右衛門（正受）の子民弼の手による記念碑。
- 名古屋市立高見小学校

### 高見二丁目

ナゴヤセントラルガーデン
  - 成城石井 名古屋セントラルガーデン店
- 十六銀行 池下支店

- ナゴヤセントラルガーデン

## その他

### 日本郵便
- 郵便番号 : 464-0073[WEB 3]（集配局：千種郵便局[WEB 13]）。

### WEB
1. ↑  “愛知県名古屋市千種区の町丁・字一覧”.   人口統計ラボ. 2019年2月7日閲覧。
2. 1 2  “町・丁目(大字)別、年齢(10歳階級)別公簿人口(全市・区別)”.   名古屋市 (2019年1月23日). 2019年1月23日閲覧。
3. 1 2  “郵便番号”.  日本郵便. 2019年1月6日閲覧。
4. ↑  “市外局番の一覧”.   総務省. 2019年1月6日閲覧。
5. ↑  “千種区の町名一覧”.   名古屋市 (2015年10月21日). 2019年1月12日閲覧。
6. ↑  総務省統計局 (2014年3月28日). “平成7年国勢調査の調査結果(e-Stat) - 男女別人口及び世帯数 －町丁・字等” (CSV). 2019年4月27日閲覧。
7. ↑  総務省統計局 (2014年5月30日). “平成12年国勢調査の調査結果(e-Stat) - 男女別人口及び世帯数 －町丁・字等” (CSV). 2019年4月27日閲覧。
8. ↑  総務省統計局 (2014年6月27日). “平成17年国勢調査の調査結果(e-Stat) - 男女別人口及び世帯数 －町丁・字等” (CSV). 2019年4月27日閲覧。
9. ↑  総務省統計局 (2012年1月20日). “平成22年国勢調査の調査結果(e-Stat) - 男女別人口及び世帯数 －町丁・字等” (CSV). 2019年4月27日閲覧。
10. ↑  総務省統計局 (2017年1月27日). “平成27年国勢調査の調査結果(e-Stat) - 男女別人口及び世帯数 －町丁・字等” (CSV). 2019年4月27日閲覧。
11. ↑  “市立小・中学校の通学区域一覧”.   名古屋市 (2018年11月10日). 2019年1月14日閲覧。
12. ↑  “平成29年度以降の愛知県公立高等学校（全日制課程）入学者選抜における通学区域並びに群及びグループ分け案について”.   愛知県教育委員会 (2015年2月16日). 2019年1月14日閲覧。
13. ↑  郵便番号簿 平成29年度版 - 日本郵便. 2019年01月06日閲覧 (PDF)

### 書籍
1. 1 2 3 4 5  名古屋市計画局 1992, p. 109.
2. 1 2  瀧兵の歩み編纂委員会 1961, p. 106.
3. 1 2 3 4 5  名古屋市計画局 1992, p. 726.